# Stanz im Mürztal
Stanz im Mürztal – gmina w Austrii, w kraju związkowym Styria, w powiecie Bruck-Mürzzuschlag. Według danych Austriackiego Urzędu Statystycznego liczyła 1829 mieszkańców (1 stycznia 2017).